# Phyllophaga bimammifrons
Phyllophaga bimammifrons är en skalbaggsart som beskrevs av Saylor 1940. Phyllophaga bimammifrons ingår i släktet Phyllophaga och familjen Melolonthidae. Inga underarter finns listade i Catalogue of Life.